# جنثى غلإنلغ
جًنثَىَ غلإنلَغ (จินตหรา พูนลาภ) هي ممثلة تايلندية، ولدت في 6 مارس 1969 محافظة روي إت في تايلاند

## أعمال

### ألبوم الاستوديو
- (Took lauk auk rong rian (ถูกหลอกออกโรงเรียน
- (Wan puean kian jot mai (วานเพื่อนเขียนจดหมาย
- Phalang Rak
- Sao Isan Plad Thin
- (Rai oi khoi rak (ไร่อ้อยคอยรัก
- Jao Bao Hai (เจ้าบ่าวหาย
- (Songsan huajai (สงสารหัวใจ
- (Uaipon hai puean (อวยพรให้เพื่อน
- Rak Plo Sano Yaem
- (Mor Lam Sa On+Luk Thung Sa on 1st-14th (หมอลำสะออน+ลูกทุ่งสะออน ชุด 1-14
- (Jintara Krob Krueang 1st-9th (จินตหราครบเครื่อง ชุด 1-9

### أغنية واحدة
- Tao Ngoy (เต่างอย)[3]
- Phak Dee Tee Jeb (ภักดีที่เจ็บ)[4]

## روابط خارجية
- جنثى غلإنلغ على موقع IMDb (الإنجليزية)
- جنثى غلإنلغ على موقع ميوزك برينز (الإنجليزية)
- جنثى غلإنلغ على موقع ديسكوغز (الإنجليزية)
- جنثى غلإنلغ على موقع قاعدة بيانات الفيلم (الإنجليزية)